# Newport Point
Newport Point är en udde i Antarktis. Den ligger i Östantarktis. Nya Zeeland gör anspråk på området.
Terrängen inåt land är huvudsakligen kuperad, men den allra närmaste omgivningen är platt. Havet är nära Newport Point åt nordväst. Trakten är obefolkad. Det finns inga samhällen i närheten. 